# Gerlinde Kaltenbrunner
Gerlinde Kaltenbrunner (Kirchdorf an der Krems, Àustria, 13 de desembre de 1970) és una alpinista austríaca. El 23 d'agost de 2011 va esdevenir la segona dona a pujar i baixar els 14 cims de més de 8.000 metres, i la primera dona a aconseguir-ho sense servir-se d'oxigen suplementari o de xerpes.

## Alpinisme
Katenbrunner s'interessà per l'alpinisme de ben jove, i quan tenia 13 anys ja havia fet expedicions d'escalada a l'Sturzhahn. Mentre estudiava infermeria a Viena, va continuar progressant tot participant en nombroses expedicions d'esquí i escalada sobre gel i roca. Als 32 anys va coronar el seu quart vuit mil, el Nanga Parbat, i va decidir dedicar-se professionalment a l'alpinisme.

## Els 14 vuit mils

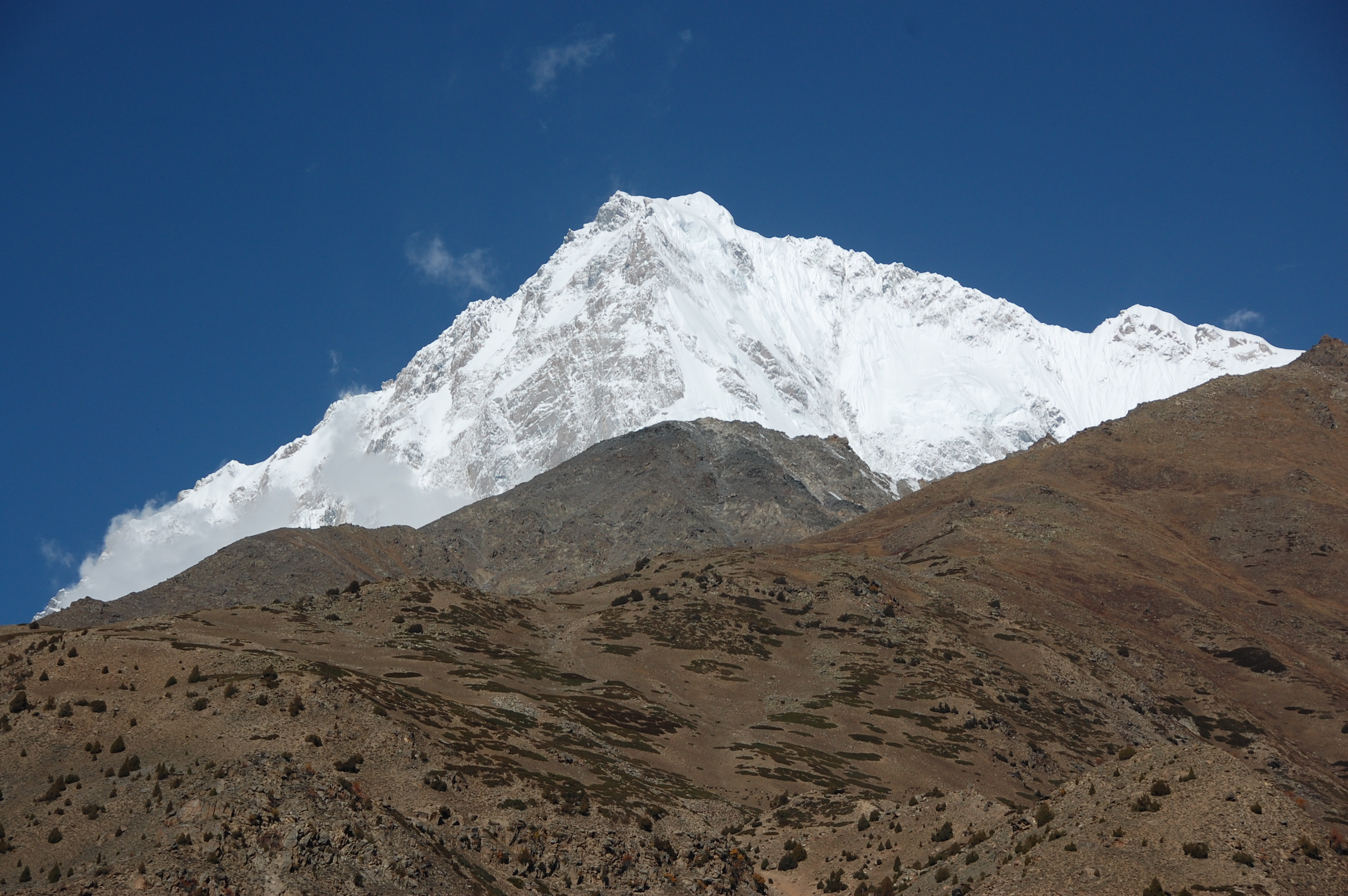
El Nanga Parbat

Juntament amb Edurne Pasaban, Kaltenbrunner és una de les dues dones que han pujat i baixat els 14 cims més alts del planeta. Però Kaltenbrunner escala sense oxigen suplementari, i aquest fet l'ha convertit en la primera dona que oficialment ha coronat els 14 vuit mils seguint aquest plantejament. D'altra banda, l'alpinista coreana Oh Eun-Sun va reivindicar-se com la primera dona a coronar els 14 vuit mils, per bé que aquest fet roman en disputa arran de la controvèrsia que envoltà el seu ascens al Kangchenjunga. Kaltenbrunner va assolir la fita dels 14 vuit mils en 13 anys d'expedicions:
- 1998: Cho Oyu
- 2001: Makalu
- 2002: Manaslu
- 2003: Nanga Parbat
- 2004: Annapurna I
- 2004: Gasherbrum I
- 2005: Shisha Pangma
- 2005: Gasherbrum II
- 2006: Kangchenjunga
- 2007: Broad Peak (coronat el 12 de juliol, amb Edurne Pasaban)
- 2008: Dhaulagiri (coronat l'1 de maig, junt amb Edurne Pasaban)
- 2009: Lhotse
- 2010: Everest
- 2011: K2 (Kaltenbrunner l'havia atacat l'agost de 2010, però el seu company de cordada, Fredrik Ericsson, morí en l'intent en caure des de 1.000 metres, i Kaltenbrunner avortà l'ascens.[8] De fet, Kaltenbrunner havia intentat coronar el K2 en sis ocasions:[3] reeixí al setè intent, el 23 d'agost de 2011.[9]

## Vida personal
L'any 2007 es casà amb el company alpinista Ralf Dujmovits, i la parella viu a la Selva Negra, Alemanya.